# Morpho argentinus
Morpho argentinus är en fjärilsart som beskrevs av Hans Fruhstorfer 1907. Morpho argentinus ingår i släktet Morpho och familjen praktfjärilar. Inga underarter finns listade i Catalogue of Life.